# Saint-Georges-Buttavent
Saint-Georges-Buttavent is een gemeente in het Franse departement Mayenne (regio Pays de la Loire). De plaats maakt deel uit van het arrondissement Mayenne. Saint-Georges-Buttavent telde op 1 januari 2022 1.381 inwoners.
In de gemeente lag de cisterciënzer Abdij van Fontaine-Daniel, gesticht in de 13e eeuw.

## Geografie
De oppervlakte van Saint-Georges-Buttavent bedroeg op 1 januari 2022 36,87 vierkante kilometer; de bevolkingsdichtheid was toen 37,5 inwoners per km².

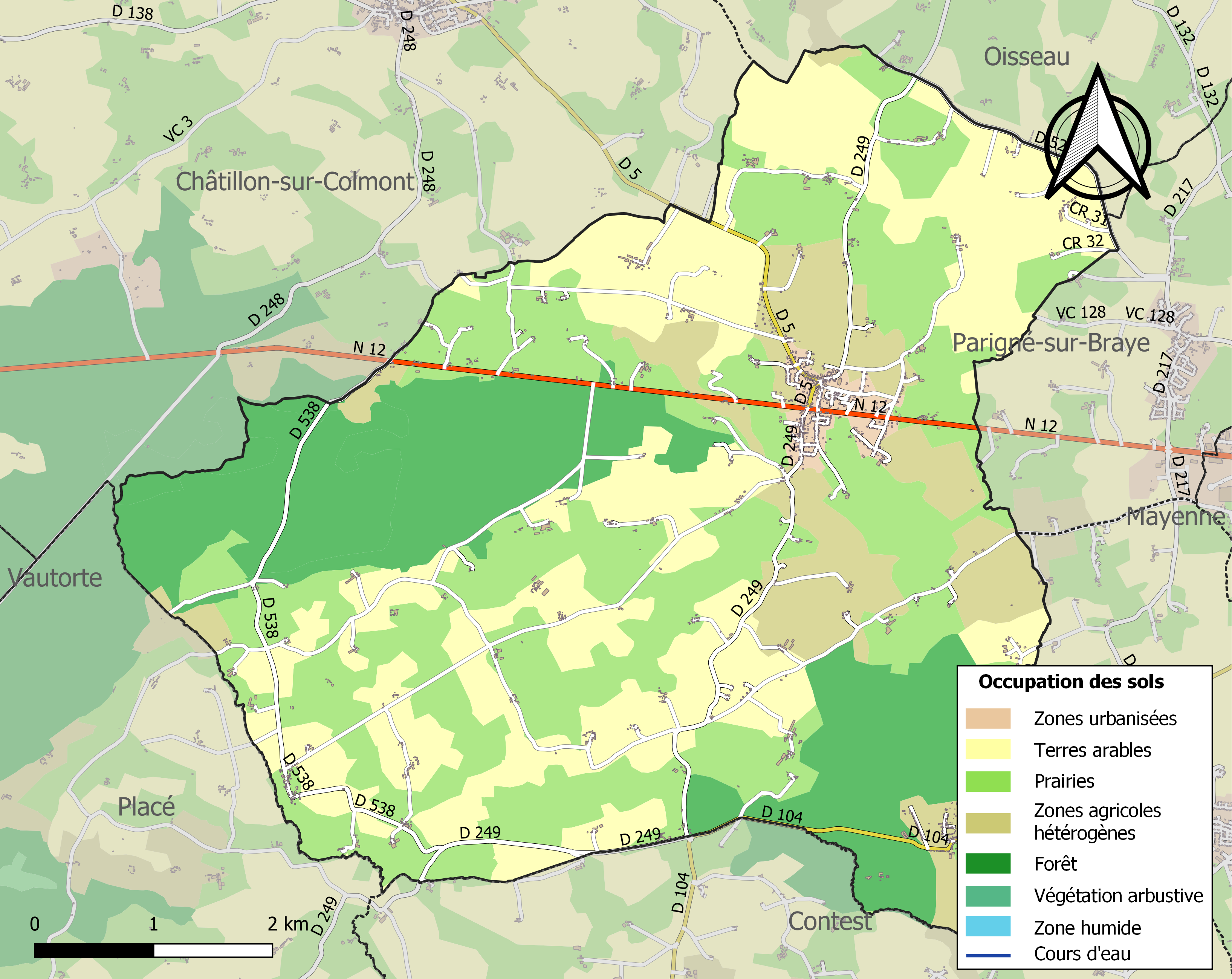
Kaart van de gemeente met de belangrijkste infrastructuur, bodemgebruik en omliggende gemeenten

## Demografie
Onderstaande figuur toont het verloop van het inwonertal (bron: INSEE-tellingen).